# Casa della Gioventù Italiana del Littorio
La Casa della Gioventù Italiana del Littorio di Firenze era un vasto complesso, oggi non più esistente, costruito a partire dal 1936 su progetto dell'architetto Aurelio Cetica e dell'ingegnere Fiorenzo De Reggi. Al suo posto è stato costruito l'Archivio di Stato di Firenze.

## Storia e descrizione
L'edificio aveva una forte identità stilistica che conciliava monumentalismo e attenzione al linguaggio moderno, tipica degli anni trenta in Italia e costituiva un documento importante di un'epoca, tanto che la sua demolizione è deprecata da vari storici.
Fu inaugurato nel 1938, e subito conosciuto anche come "Casa del Balilla"; le sue dimensioni erano imponenti; al suo interno si trovavano numerose strutture sportive coperte, le più moderne esistenti all'epoca a Firenze, comprese piscina e palestra. Questo tipo di edifici del resto manifestava l'attenzione e le risorse che il fascismo dedicava alle giovani generazioni e all'attività sportiva mediante l'organizzazione della Gioventù Italiana del Littorio, fondata, proprio nel 1937, allo scopo di accrescere l'adesione dei ragazzi italiani delle varie età, ai principi dell'ideologia del regime, inglobando la preesistente Opera Nazionale Balilla.
Il monumentale edificio assunse fama sinistra tra i giovani fiorentini in quanto era utilizzato per trattenervi la domenica in punizione-reclusione coloro che avevano disertato senza giustificato motivo le attività ginnico-militari del sabato fascista.
Il complesso si trovava sui viali presso piazza Beccaria ed occupava un'area che il Piano Poggi aveva previsto di lasciare vuota per aprire la visuale da piazza Beccaria verso la collina di San Miniato al Monte ("pratoni della Zecca"). L'area triangolare fu occupata da questo grande edificio con cortile interno. La forma a triangolo isoscele aveva gli angoli smussati con una soluzione architettonica che poteva richiamare l'opera di Erich Mendelsohn. I due lati lunghi ospitavano uno le organizzazioni maschili, l'altro quelle femminili; su piazza Beccaria era posto l'ingresso monumentale.
Di fronte, in viale Giovine Italia, si trovava precedentemente l'edificio in stile moresco del cinema teatro Alhambra, progettato e costruito sin dal 1919 dall'architetto Adolfo Coppedè.  All'inizio degli anni sessanta, in una progressiva revisione dell'intera area, questa prima struttura fu abbattuta per costruire - ed inaugurare nel 1966 - l'edificio prefabbricato che - fino a fine 2014 - sarà la sede del quotidiano La Nazione.
Simile fu il destino della Casa della GIL; dopo la guerra se ne continuò ad utilizzare alcune strutture, sia come spazi sportivi (piscina) che per spettacoli (cinema "Cristallo"), anche se in uno stato di progressiva incuria. Alla fine nel 1975 la decisione di raderlo al suolo fu  presa dalla prima giunta comunale di sinistra.  L'edificio è stato in effetti demolito nel 1977 per far posto ad un'architettura molto discussa, la nuova sede dell'Archivio di Stato. Si salvarono solo alcuni affreschi di Calastrini e Gemignani. Quello di Savelli andò perduto.